# 賈森·多明格斯
賈森·多明格斯（西班牙語：Jasson Domínguez，2003年2月7日—），綽號「火星人」（El Marciano），多明尼加職業棒球選手，現效力於紐約洋基隊。他在2023年登上大聯盟。

## 早年
出生於埃斯佩蘭薩，他的父親費利克斯（Félix）也是棒球選手，並且是洋基隊的球迷。出於這個因素，費力克斯使用了前洋基一壘手傑森·吉昂比的名字為自己的次子命名。
多明格茲8歲時開始接觸棒球，一開始打的位置是捕手，之後才轉型中外野手。球探評價他是一名「五拍子」全面球員，綽號「火星人」也是讚譽他不凡的天賦。

## 職業生涯

### 小聯盟時期
在2019年、2020年一梯的國際新秀當中，大聯盟官方網站將賈森·多明格斯列為頭號球員。他與紐約洋基隊在2019年7月2日簽約，其簽約金是510萬美元，這個數字幾乎是洋基隊該年用於國際球員新約的全額預算。
2020年，受到疫情影響，小聯盟賽事取消，多明格茲因此沒有任何出賽紀錄，而是在聖地牙哥的棒球學校維持訓練。2021年，他從延長春訓展開賽季，並且代表洋基隊參加了當季的未來之星對抗賽。他是史上首位在還沒有一個完整的小聯盟球季之前，就參加這項賽事的球員。之後，他被拔升至低階1A的東南聯盟。
2022年球季再次參加未來之星對抗賽，繼而陸續被升至高階1A，以及2A層級。
2023年球季，多明格茲獲邀參加大聯盟春訓，並很快被提升到3A層級。

### 紐約洋基
2023年9月1日，洋基隊將他升上大聯盟。當天，他們的對手是休士頓太空人隊，多明格茲登場的首個打席，他第一次揮棒，就打出了全壘打，對方投手赫然是名投賈斯丁·韋蘭德。這支全壘打使他成為洋基隊隊史上初登場開轟的最年輕打者。9月10日，他因傷結束球季，在短暫的8場出賽期間，他共打出了4支全壘打，技驚四座。
2024年球季，多明格茲仍在手術的恢復期，直到6月12日復出。然而在6月20日，洋基總教練亞倫·布恩稱多明格茲必須再次停機八周，直到7月26日為止。
他在9月9日再次登上大聯盟。

## 外部連結
- 賈森·多明格斯在美國職棒（英语）
- 賈森·多明格斯在Baseball-Reference.com（大聯盟）（英语）
- 賈森·多明格斯在Baseball-Reference.com（小聯盟以及海外聯盟）（英语）
- 賈森·多明格斯在ESPN（MLB）（英语）
- 賈森·多明格斯在FanGraphs.com（英语）